# Михайловское (Куньинский район)
Михайловское — деревня в Куньинском районе Псковской области России. Входит в состав Жижицкой волости.

## География
Расположена на юго-востоке региона, у северо-восточного побережья озера Жижицкое, примерно в 3 км к югу от волостного центра, деревни Жижица.

## Население
| 2001 | 2002 | 2010 |
| ---- | ---- | ---- |
| 20   | ↘19  | ↗30  |

Численность населения деревни по оценке на начало 2001 года составляла 20 жителей.